# Лолер, Питер
Пи́тер Ло́лер (англ. Peter Lalor, 5 февраля 1827, Лиишь — 9 февраля 1889, Ричмонд) — австралийский повстанец и политик ирландского происхождения. Член парламента (входил в Законодательное собрание Виктории).

## Биография
Родился в британской в те годы Ирландии, в многодетной семье католика-противника десятины, который некоторое время был парламентарием. Выучился в Дублине на гражданского инженера. Вместе с братом Ричардом отправился в Австралию, куда прибыл в октябре 1852. При этом три других брата Питера эмигрировали в Америку и сражались за разные стороны во время Гражданской войны в США.
Возглавил Эврикское восстание. После его поражения был схвачен раненным, но смог спрятаться и бежать. Скрывался с мушкетной пулей в плече, но в конце концов нашёл помощь. Руку ампутировали, понадобилась повторная операция, но в итоге мятежник пошёл на поправку. Отделенную от тела конечность сначала выбросили, но затем подобрали и похоронили как полагается.
Скончался в доме своего сына в Ричмонде.

### Личная жизнь
Был женат на Алисии Лолер с 1855 по 1887 (год её смерти). У них родились дочь Анна и сын Джозеф.